# Scott Willoughby
Scott Willoughby – wieś w Anglii, w hrabstwie Lincolnshire, w dystrykcie North Kesteven, w civil parish Aunsby and Dembleby. Leży 14 km od miasta Grantham. W 1921 roku civil parish liczyła 39 mieszkańców. Scott Willoughby jest wspomniana w Domesday Book (1086) jako Wilgebi.